# Крафт, Евгений Карлович
Евгений Карлович Крафт (22 июля 1861 — не ранее 1920) — русский морской офицер, вице-адмирал (1914).

## Биография
Родился 22 июля 1861 года. Брат Виктор (1857), капитан 2-го ранга. В 1881 году кончил Морской кадетский корпус. Гардемарин.
В 1882 — Мичман. Штурманский офицер парового корвета «Скобелев». Участвовал в исследовании Ново-Гвинейского моря, его именем был назван остров Крафт (Тауш) в архипелаге Довольных людей. 1883 год на полуброненосный фрегат «Герцог Эдинбургский». В плавании по Тихому и Индийскому океанам.
1888 — Лейтенант. 1889—1890 — Флаг-офицер младшего флагмана Практической эскадры Балтийского моря.
1891 — Окончил Минный офицерский класс. Преподавал в Минной школе Учебно-минного отряда. Командир миноноски № 67. В 1893 году минный офицер крейсера «Память Азова».
1899 — Старший офицер бронепалубного крейсера «Варяг».
6 декабря 1902 — Капитан 2-го ранга. Январь 1903 — Командир контрминоносца «Прочный».
В 1904 году окончил курс военно-морских наук при Николаевской Морской академии. Командир минного крейсера «Украина». 1906 — Капитан 1-го ранга.
В 1906—1909 годах командовал учебным судном «Моряк», крейсерами «Генерал-адмирал» и «Герцог Эдинбургский» (переклассифицирован в минный заградитель «Онега»).
1907 — Заведующий учебной командой строевых квартирмейстеров. 20 апреля 1909 года по итогам смотр ученикам школы строевых квартирмейстеров и новобранцам Кронштадтского порта удостоился Высочайшей благодарности.
1911 — И. д. начальника штаба начальника Действующего флота Балтийского моря. 6 декабря 1911 — Контр-адмирал с утверждением в должности. 8 мая 1913 — Начальник Учебно-артиллерийского отряда Балтийского флота.
Январь 1914 — Вышел в отставку с присвоением чина вице-адмирала.
В белом Крыму вице-адмирал Крафт занял «по вольному найму» пост заведующего плавбазой Дивизиона подлодок Черноморского флота. Этой плавбазой в разное время служили блокшив № 9 (бывший товарно-пассажирский пароход «Меркурий» 1879 года постройки, с апреля 1919 года входит в состав Черноморского флота Врангеля); затем пароход «Добыча» (он же старый турецкий корабль «Иттихад» 1883 года постройки, конфискованный как трофей в ходе Первой мировой).
По данным историка флота Н. В. Манвелова, в ноябре 1920 года Е. К. Крафт эвакуировался с женой, невесткой, внуком и племянницей в Константинополь на транспорте-мастерской «Кронштадт», принявшем на борт большое количество беженцев.
В честь Е. К. Крафта были названы: банка Крафта (Новогвинейское море, Новая Гвинея, 5°06′ ю.ш., 145°50′ в.д., открыта и нанесена на карту экипажем корвета «Скобелев» в 1883 году, тогда же присвоено название; в настоящее время русское название на карты не наносится) и остров Крафта [Тауш] (Новогвинейское море, Новая Гвинея, 5°07′ ю.ш., 145°50′ в.д., открыт и нанесён на карту экипажем корвета «Скобелев» в 1883 году, тогда же присвоено название; в настоящее время русское название на карты не наносится).

## Семья
- Мичман Крафт М. Е. в 1909 годужена — Маргарита Александровна Перотте

Дети:
- Михаил Евгеньевич Крафт (1888—1951) окончил Морской корпус в 1908 году. Принимал участие в спасении пострадавших от землетрясения в Мессине. Окончил Штурманский офицерский класс в 1912 году. Офицер подводного плавания с 1916 года. Награждён Георгиевским оружием в 1916 году. Старший лейтенант. В 1917 году в Севастополе — командир подводной лодки «Тюлень». Генералом П. Н. Врангелем за боевые отличия 29 марта 1920 года произведен в капитаны 2 ранга. В эмиграции во Франции. Последние годы жизни провел в Колумбии, где умер в 1951 году.
- Владимир Евгеньевич Крафт (09.12.1885 — 16.05.1914) Служил на эскадренном броненосце «Слава».